# Sejm Zakaukaski
Sejm Zakaukaski – organ władzy ustawodawczej wyłoniony w styczniu 1918, z inicjatywy Komisariatu Zakaukaskiego.
Rewolucja październikowa w Petersburgu miała początkowo niewielki wpływ na sytuację w Gruzji, gdzie poparcie dla bolszewików było niewielkie. 24 listopada w Tbilisi delegaci rad robotniczych i partii politycznych przegłosowali niepodporządkowywanie się Gruzji nowym władzom. Następnego dnia w regionie odbyły się wybory do rosyjskiej Konstytuanty, w których w Gruzji zdecydowanie zwyciężyli mienszewicy. Razem z dominującymi partiami ormiańską (Armeńska Federacja Rewolucyjna - dasznacy) i azerską (Musawat) utworzyli oni Komisariat Zakaukaski, którego przewodniczącym został mienszewik Ewgeni Gegeczkori. Nie określał on siebie jako rząd, a jedynie tymczasowy organ administracyjny. Rozpędzenie Konstytuanty przez bolszewików w styczniu 1918 zmusiło Komisariat Zakaukaski do podjęcia jednoznacznych decyzji w sprawie przyszłości regionu. Zdecydowano wówczas o utworzeniu Sejmu Zakaukaskiego. W skład organu weszli w 1/3 zakaukascy deputowani do Zgromadzenia Ustawodawczego, w 2/3 - kolejni kandydaci z wystawiony na wybory do Konstytuanty list, w proporcji odpowiadającej ogólnemu wynikowi swojego ugrupowania. W rezultacie w Sejmie Zakaukaskim znalazło się 30 mienszewików, 30 członków Musawatu i 24 dasznaków; według innego źródła 32 mienszewików, 29 musawatystów i 27 dasznaków. Na czele sejmu stał mienszewik Nikola Czcheidze, który dysponował szerokimi uprawnieniami w zakresie władzy wykonawczej. Sejm Zakaukaski przyznał sobie także uprawnienia ustawodawcze, co było pierwszym sygnałem uniezależnienia się od Rosji radzieckiej, wbrew wcześniejszym deklaracjom mienszewików. Partia ta opowiadała się za demokratyzacją całej Rosji i pozostaniem Gruzji w jej granicach, na prawach autonomii. Politycy gruzińscy odgrywali największą rolę w pracach sejmu.
Sejm Zakaukaski w pierwszej fazie swojego istnienia nie wyłonił rządu Zakaukazia, skupiając się na organizacji oporu przed wojskami tureckimi oraz nowej administracji. Śledził także przebieg rozmów pokojowych w Brześciu. Plotki o gotowości bolszewików do ustępstw terytorialnych wobec Turcji na Kaukazie sprawiły, że Sejm postanowił podjąć bezpośrednie rozmowy z Turcją. W tej sytuacji Sejm wyłonił także komisję, której zadaniem było przygotowanie tekstu proklamacji niepodległości Zakaukazia. Rozmowy z Turcją nie przyniosły spodziewanych efektów, gdyż jeszcze przed ich rozpoczęciem rząd bolszewicki faktycznie zrzekł się wielu ziem, które za własne uważali także Gruzini i Ormianie. 10 marca 1918 turecka delegacja zażądała od przedstawicieli Sejmu Zakaukaskiego, by jednoznacznie odcięli się od Rosji. Sejm Zakaukaski podjął taką decyzję 22 kwietnia 1918, ogłaszając równocześnie powstanie suwerennej Zakaukaskiej Demokratycznej Republiki Federacyjnej.
Sejm pozostał głównym organem legislacyjnym nowego państwa, jednak nie miał większego wpływu na rozwój sytuacji na Zakaukaziu. Na terenie państwa istniały trzy rady narodowe (ormiańska, azerska, gruzińska), które opanowały władzę administracyjną na ziemiach zamieszkanych przez poszczególne narodowości. Konflikty między nimi, przekładające się na niezdolność współpracy ich parlamentarnych reprezentantów, doprowadziły do upadku republiki. 26 maja 1918 Sejm Zakaukaski ogłosił upadek państwa, a w konsekwencji - samorozwiązanie.